# إمام أوغلي
إمام أوغلي (بالتركية: İmamoğlu)‏ هي بلدة ومُديريَّة تقع في ولاية أضنة بتركيا. تصل مساحتها إلى 424 كم²، وترتفع عن سطح البحر حوالي 73 م.